# Соколовка (Аургазинский район)
Соколовка (баш. Соколовка) — упразднённый в 2005 году посёлок Новокальчировского сельсовета Аургазинского района Республики Башкортостан.

## История
На 1 января 1969 года входил в Толбазинский сельсовет.
Закон «О внесении изменений в административно-территориальное устройство Республики Башкортостан в связи с образованием, объединением, упразднением и изменением статуса населённых пунктов, переносом административных центров» от 20 июля 2005 года № 211-з., ст.1 гласил:

4. Упразднить следующие населённые пункты:
4) в Аургазинском районе:

а) посёлок Соколовка Новокальчировского сельсовета

## География
Находился возле деревни Новый Кальчир, по реке Аургазы

### Географическое положение
Расстояние до (на 1 января 1969):
- районного центра и центра сельсовета (Толбазы): 7 км,
- ближайшей железнодорожной станции (Белое Озеро): 37 км.

## Население
На 1 января 1969 года проживали 18 человек; преимущественно русские (Башкирская АССР: административно-территориальное деление на 1 января 1969 года. — Изд. 5-е. — Уфа: Башкирское книжное издательство, 1969. С.47).